# Cairo (Illinois)

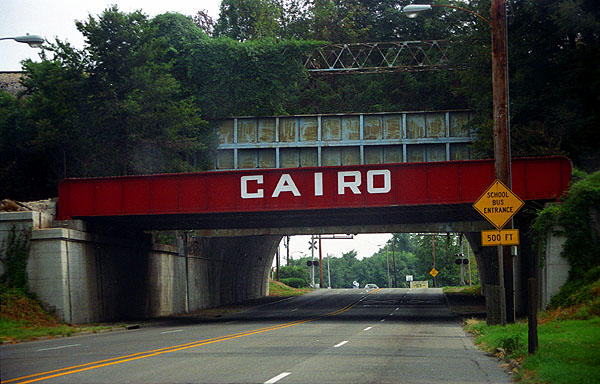
Most w Cairo

Cairo – miasto w Stanach Zjednoczonych, w stanie Illinois, w hrabstwie Alexander, którego jest stolicą. Według spisu z 2000 miasto zamieszkuje 3 632 osób. W 2023 liczba mieszkańców spadła do 1558 osób, a gęstość zaludnienia do 66 osób/km².

## Nazwa
Nazwa miasta pochodzi od angielskiej nazwy stolicy Egiptu: poprawna wymowa to Care-O.

## Położenie
Cairo jest położone przy zbiegu dwóch rzek: Missisipi i Ohio. Jest miastem najbardziej położonym na południe w stanie Illinois. Cairo jest jednym z kilku miast w stanie Illinois chronionych wałami przeciwpowodziowymi. Przy zbiegu rzek znajduje się najbardziej wysunięty na południe punkt w stanie Illinois: Fort Defiance State Park, podczas wojny secesyjnej fort był dowodzony przez generała Ulyssesa Granta.

## Historia
Do uzupełnienia

### Miejsca historyczne
- Magnoliowy dworek
- Riverlore
- Teatr "Gem"
- Urząd celny
- Biblioteka im. A.B.
- Fort Defiance State Park
- Urząd pocztowy
- The Hewer

## Geografia
Wysokość nad poziomem morza wynosi 96 metrów. Miasto zajmuje powierzchnię 23,6 km², z czego 5,4 km² (22,78%) stanowią wody.

## Demografia
Według spisu z 2000 roku miasto zamieszkuje 3632 osób skupionych w 1 561 gospodarstwach domowych, tworzących 900 rodzin. Gęstość zaludnienia wynosi 198,9 osoby/km². W mieście znajdują się 1 885 budynki mieszkalne, a ich gęstość występowania wynosi 103,2 mieszkania/km². Miasto zamieszkuje 35,93% ludności białej, 61,7% ludności czarnej i Afroamerykanie, 0,08% rdzennych Amerykanów, 0,72% Azjatów, 0,03% mieszkańców Pacyfiku, 0,36% ludności innych ras, 1,18% ludności wywodzącej się z dwóch lub więcej ras. Hiszpanie lub Latynosi stanowią 0,74% populacji.
W mieście są 1 561 gospodarstwa domowe, w których 30,4% stanowią dzieci poniżej 18 roku życia żyjących z rodzicami, 29,3% stanowią małżeństwa, 25,2% stanowią kobiety nie posiadające męża oraz 42,3% stanowią osoby samotne. 39,7% wszystkich gospodarstw domowych składa się z jednej osoby oraz 17,6% żyjących samotnie ma powyżej 65 roku życia. Średnia wielkość gospodarstwa domowego wynosi 2,26 osoby, natomiast rodziny 3,08 osoby. 

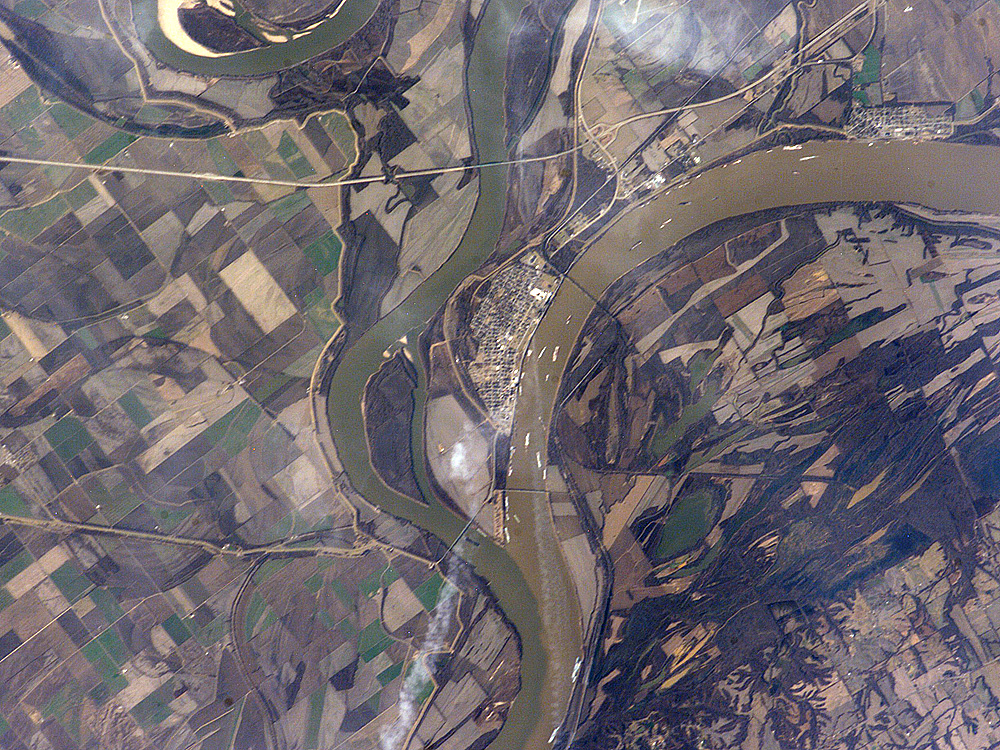
Cairo przy zbiegu dwóch rzek Missisipi i Ohio

Przedział wiekowy kształtuje się następująco: 30,4% stanowią osoby poniżej 18 roku życia, 8,1% stanowią osoby pomiędzy 18 a 24 rokiem życia, 22% stanowią osoby pomiędzy 25 a 44 rokiem życia, 21,6% stanowią osoby pomiędzy 45 a 64 rokiem życia oraz 17,9% stanowią osoby powyżej 65 roku życia. Średni wiek wynosi 36 lat. Na każde 100 kobiet przypada 79,5 mężczyzn. Na każde 100 kobiet powyżej 18 roku życia przypada 70,2 mężczyzn.
Średni dochód dla gospodarstwa domowego wynosi 21 607 dolarów, a dla rodziny wynosi 28 242 dolarów. Dochody mężczyzn wynoszą średnio 28 798 dolarów, a kobiet 18 125 dolarów. Średni dochód na osobę w mieście wynosi 16 220 dolarów. Około 33,5% rodzin i 27,1% populacji miasta żyje poniżej minimum socjalnego, z czego 47% jest poniżej 18 roku życia i 20,9% powyżej 65 roku życia.